# PINK BLOOD
〈PINK BLOOD〉是日本創作歌手宇多田光的數碼單曲，於2021年6月2日由日本索尼音樂娛樂旗下廠牌史詩唱片發行。歌曲由宇多田本人獨自創作，並由她與小袋成彬聯合製作。歌曲曲風為節奏藍調跟另類節奏藍調，並以自我認同跟成長作為主題。歌曲為2021年4月開始播映的NHK教育頻道動畫《給不滅的你》主題曲，成為宇多田出道以來首次與電視動畫歌曲作商業搭配的作品，而2022年10月起播映的動畫第二季亦繼續使用歌曲作為主題曲。
歌曲的音樂錄影帶由谷川英司執導，錄影帶的主題為「成長」，內容講述一個時間被月亮支配的世界，而人類在成長過程當中則必須要面對自我。錄影帶受到義大利畫家卡拉瓦喬的明暗對照法風格影響，宇多田光亦在錄影帶換上各有涵義的三套服裝。
〈PINK BLOOD〉於發行前後獲得樂評家的正面評價，包括讚賞歌曲旋律獨特結構，以及直擊人心的歌詞。歌曲發行後以約1.8萬首下載量空降Oricon單曲下載排行榜第4位，以及日本《告示牌》百大單曲榜第16位。為了宣傳歌曲，官方先後舉行了「宇多田光『PINK BLOOD』EXHIBITION」跟「HIKARU UTADA EXHIBITION 2021 in Sony Store」展覽。宇多田光在2022年預先錄影的付費串流演唱會「Hikaru Utada Live Sessions from Air Studios」上表演歌曲。

## 背景與發行
宇多田光於2018年發行第七張日語原創專輯《初戀》不久後便開始創作，當中〈為你着迷〉為她最早創作的歌曲。其後宇多田於某天晚上出席朋友的聚會，在聚會上喝到由粉紅香檳跟血橙製作的特調，使她留下深刻印象。在聚會結束回家後，靈感湧現的她在筆記本電腦上以Logic Pro開始創作歌曲，在存檔的時候突然想起先前喝下的特調，於是隨意結合兩者的名稱取名為〈PINK BLOOD〉。其後宇多田認為這個名字跟歌曲相當匹配，於是以此作為主題繼續創作將歌曲完成。
期間動畫《給不滅的你》製作方向她提出製作動畫主題曲的邀請，看畢原著漫畫的宇多田覺得作品非常有趣，於是便接受對方的邀請。宇多田原本打算為動畫量身打造一首新曲，但由於當時的2019冠状病毒病疫情阻礙了新曲的製作，於是宇多田的工作人員便提議拿出一年前已經創作好的〈PINK BLOOD〉作為主題曲。在得到動畫製作方的首肯後，宇多田便重寫了歌曲的最後一段歌詞，認為能夠更加切合動畫，然後便正式錄製歌曲。
2021年3月2日，官方宣佈新曲〈PINK BLOOD〉將起用為NHK教育頻道於翌月12日開始播映的動畫《致不滅的你》主題曲，成為宇多田出道以來首次與電視動畫歌曲作商業搭配的作品。同月15日，動畫的第二部宣傳影片於YouTube公開，並同時公開了歌曲的部分片段。4月19日，在動畫的第2集播放後，使用了歌曲的動畫無文字片頭影片於YouTube特別公開。單曲的發行消息與封面等宣傳照片其後於5月2日正式公開，其後於6月2日作數位發行。2022年10月，官方公布同月起播映的動畫第二季繼續使用歌曲作為主題曲。

## 音樂與歌詞
〈PINK BLOOD〉由宇多田光獨自創作，並由宇多田與小袋成彬聯合製作。歌曲全長3分17秒，由升F大調創作，每分鐘達100拍。這是一首節奏藍調跟另類節奏藍調歌曲，特徵為具有緊密的聲音製作以及複雜的深陷節拍。歌曲具浮遊感的電子聲效跟爵士氛圍被形容為跟過往作品〈不告訴任何人〉以及〈朋友〉類似。歌曲的另一個特徵為大量使用「搖擺」的效果，包括上下調節音量的震音以及左右移動聲音的聲像，以達到柔和的感覺。在旋律的結構上，歌曲採用現代流行樂般的精簡創作，而歌曲的最後則安排了日本流行樂曲的副歌般的高潮部分。
歌曲的名稱帶有代表貴族血統「藍血」的暗喻，而歌曲主題則為自我認同跟成長。歌曲的歌詞描述「在與別人跟自己關係的平衡之間，過往傾向不著重自己的我決定放棄依賴的事物，尋找肯定自我的身份」。宇多田表示這是對於自己非常特別的歌詞，形容自己從中獲得「可以看見某些嶄新的事物」般的感覺。

## 專業評價
樂評家宇野維正以「從歌詞與聲樂編輯，以至聲音製作跟在最後才出現的副歌構成，全部都打破常規的可怕歌曲」形容〈PINK BLOOD〉。音樂家中村浩之讚賞歌曲的複節奏的結構，指宇多田將歌曲處理得讓不習慣聆聽複節奏作品的聽眾也能容易接受。雜誌《Dazed》的貢塞利·亞爾辛卡亞以「有著極簡的節拍跟七彩光譜般的出神質感」形容歌曲，並指它柔和而多感官刺激，是具有浮遊感的音樂。
專欄《Mikiki的歌謠日》的天野龍太郎讚賞歌曲的聲音製作、節拍、旋律的割分、最後具開放感的副歌等各方面都非常出色，而當中歌詞則最為直擊人心。雜誌《ROCKIN'ON JAPAN》的杉浦美惠讚賞歌曲開頭將歌詞斷開的獨特表現，指宇多田沒有生命力的唱法反而傳達出強烈的情感。她亦讚賞〈PINK BLOOD〉的歌詞比以往任何時候更加直擊人心，認為所表達的信息雖然並不新奇，但像這樣真正充滿說服力的歌曲卻不多。
填詞人石渡淳治於《朝日新聞》線上雜誌《[and]&》的個人專欄《石渡淳治的WORD HUNT》上以「除了『王者』以外無法說出的言語」形容歌曲。他亦讚賞宇多田在歌曲的上的填詞技巧，指歌曲開頭的旋律非常困難以日語填寫歌詞，但精通英語的宇多田沒有採用以英語填詞的簡單做法，反而寫出具有良好違和感的日語歌詞，完成了看起來容易但實際上並不輕鬆的事情。他其後亦在朝日電視台關西傑尼斯8冠名節目《關JAM 完全燃SHOW》上的「2021年個人最喜愛歌曲」環節上將歌曲排在第2位。

## 商業成績
在Oricon公信榜，〈PINK BLOOD〉於發行日以超過1萬次下載量空降單曲下載日榜單冠軍，其後則以約1.8萬次的首週下載量登上單曲下載榜週榜單第4位。歌曲亦同時空降Oricon的單曲合算週榜第24位，其後亦登上Oricon的單曲串流週榜第49位。在日本《告示牌》，〈PINK BLOOD〉於發行首週空降百大單曲週榜第16位，並分別空降歌曲下載週榜第5位，以及歌曲串流週榜第74位。在台灣，歌曲最高位置在HITO日亞排行榜第1位。

## 音樂錄影帶
〈PINK BLOOD〉音樂錄影帶的導演為曾獲得坎城國際創意節影視部門金獎的谷川英司。而負責拍攝單曲封面的Takay則為錄影帶的攝影師，此前他亦曾在2018年為宇多田拍攝專輯《初戀》的封面。錄影帶的歌手造型則由曾跟帕妃、窪塚洋介、AI等歌手合作的造型師山田直樹負責設計。

音樂錄影帶的其中一幕，展現宇多田光在月亮下的模樣

錄影帶的主題為「成長」，包括面對身份認同、自我質疑、意識和衝突，在形成自我的過程中走向新的階段，代表著成為大人的概念。錄影帶的設計靈感源自十六世紀末至十七世紀初活躍的意大利畫家卡拉瓦喬的明暗對照法風格，以非一般的燈光造成的黑暗與留白講述故事。故事講述一個時間被月亮支配的世界，而人類在成長過程當中則必須要面對自我。宇多田在錄影帶中換上多套衫裝，當中白色連身裙是源自谷川「想要看起來古典同時現代，感覺不到時代的不變事物」要求，就像卡拉瓦喬宗教畫的世界觀一樣，有如畫中出現的雕塑形象。黑色橡膠服裝則有著「從畫的中心澎湃地表現出生命力量的強大」的用意。而植物服裝表現的是「與萬物的共鳴、跟植物的融合，回歸自然的世界觀」，並由有如蜘蛛網般的天然物料跟實際的植物堆積超過十層製成。
〈PINK BLOOD〉的7秒長音樂錄影帶預告於2021年4月12日在宇多田光的YouTube官方帳戶公開，而長約15秒的預告片段則在5月24日公開。錄影帶在單曲發行當天（6月2日）在YouTube首播，公開一天後便錄得超過100萬次點擊。截至2023年9月，錄影帶已經錄得近1,300萬次點擊。

## 宣傳與表演
跟〈Time〉與〈不告訴任何人〉的宣傳活動一樣，官方在〈PINK BLOOD〉發行前舉行歌曲的線上宣傳活動，只要在Spotify跟iTunes Store等指定的音樂平台預約、保存或分享歌曲即可參與抽選限量紀念T恤。此活動在歌曲發行後亦於台灣跟香港地區舉辦，分別改以不同的參與方式抽選一樣的限量T恤。
2021年6月5日至6月18日，官方在東京都的銀座索尼公園舉行名為「宇多田光『PINK BLOOD』EXHIBITION」的展覽。展覽內容包括〈PINK BLOOD〉的音樂錄影帶觀賞、錄影帶使用服裝展示、錄影帶拍攝佈景展示、最新歌手宣傳照的高畫質展示，以及供遊客拍下跟歌手一樣的宣傳照的攝影空間。官方其後在同年10月至2022年1月在全國五個地方的Sony Store巡迴舉行名為「HIKARU UTADA EXHIBITION 2021 in Sony Store」的展覽，為先前展覽的擴大版，並更改展覽部分內容。
2022年1月19日，宇多田光在預先錄影的付費串流演唱會「Hikaru Utada Live Sessions from Air Studios」上首次現場表演〈PINK BLOOD〉。

## 歌曲列表
| 線上下載 串流媒體 | 線上下載 串流媒體 | 線上下載 串流媒體 |
| 曲序              | 曲目              | 时长              |
| ----------------- | ----------------- | ----------------- |
| 1.                | PINK BLOOD        | 3:17              |

## 製作名單
資料來自《BAD MODE》黑膠版內頁。
- 宇多田光 – 詞曲創作、製作、全聲樂、鋼盤與編程
- 小袋成彬 – 製作、編程
- 史蒂夫·菲茨莫里斯（英语：Steve Fitzmaurice）、馬雷克·德姆 – 錄製（於皮爾斯之房）
- 小森雅仁（日语：小森雅仁） – 聲樂錄製（於文化村錄音室）
- 馬雷克·德姆 – 附加聲樂錄製（於皮爾斯之房）
- 齊藤祐也、小森雅仁 – 聲樂音軌編輯
- 史蒂夫·菲茨莫里斯 – 混音（於皮爾斯之房）
- 勞本·詹姆斯 – 華利札鋼琴
- 喬迪·米利納 – 電貝斯

## 銷售榜單
| 週榜單（2021－22年）             | 最高 位置 |
| -------------------------------- | --------- |
| 日本（Oricon單曲下載排行榜）     | 4         |
| 日本（Oricon單曲串流排行榜）     | 49        |
| 日本（Oricon單曲合算排行榜）     | 24        |
| 日本（《告示牌》百大單曲榜）     | 16        |
| 日本（《告示牌》歌曲下載排行榜） | 5         |
| 日本（《告示牌》歌曲串流排行榜） | 74        |
| 台灣（HITO日亞排行榜）           | 1         |

## 資料來源
1. 1 2  . Spotify. 2022-01-24  [2022-01-25]. （原始内容存档于2022-01-31） （日语）.
2. 1 2 3  . Spotify. 2022-01-24  [2022-01-25]. （原始内容存档于2022-01-31） （英语）.
3. 1 2 3  . . Billboard JAPAN. 2021-07-18  [2021-07-19]. （原始内容存档于2022-01-22） （日语）.
4. ↑  . . 2021-03-02  [2021-05-02]. （原始内容存档于2021-05-22） （日语）.
5. ↑  . . 2021-03-15  [2021-05-02]. （原始内容存档于2021-05-02） （日语）.
6. ↑  . 於Twitter. 2021-04-19 [2021-05-02] （日語）.
7. ↑  . . 2021-05-02  [2021-05-02]. （原始内容存档于2021-05-17） （日语）.
8. ↑  . . 2022-10-06  [2023-09-09]. （原始内容存档于2022-10-06） （日语）.
9. 1 2   (專輯內頁). 宇多田光. 史詩/索尼. 2022年.
10. ↑  . Tunebat.   [2022-01-13] （英语）.
11. ↑  Setelah merilis lagu 'One Last Kiss', Utada Hikaru langsung merilis single terbarunya 'Pink Blood' dalam waktu kurang dari tiga bulan.. She Radio 99.6FM於Twitter. 2021-06-05 [2021-12-27] （印尼文）.
12. 1 2  . . Mikiki. 2021-06-08  [2021-07-01]. （原始内容存档于2021-06-09） （日语）.
13. ↑  Stern, Bradley. . MuuMuse. 2021-06-01  [2021-07-01]. （原始内容存档于2021-12-17） （英语）.
14. 1 2  . . Phile Web. 2021-06-29  [2021-07-01]. （原始内容存档于2022-01-09） （日语）.
15. 1 2  . . Billboard JAPAN. 2021-06-02  [2021-07-01]. （原始内容存档于2022-01-10） （日语）.
16. ↑  . 於Twitter. 2021-06-02 [2021-12-27] （日語）.
17. ↑  . 於Twitter. 2021-05-21 [2021-12-27] （日語）.
18. ↑  Günseli Yalcinkaya. . DAZED. 2021-06-12  [2021-06-09]. （原始内容存档于2022-01-29） （英语）.
19. 1 2  . . Rockin' On. 2021-06-02  [2021-07-01]. （原始内容存档于2021-12-11） （日语）.
20. 1 2  . . . 2021-06-29  [2021-07-01]. （原始内容存档于2021-12-05） （日语）.
21. ↑  . Tower Records. 2022-01-17  [2022-01-17]. （原始内容存档于2022-01-17） （日语）.
22. ↑  . Oricon. 2021-06-03  [2021-08-10]. （原始内容存档于2021-06-03） （日语）.
23. 1 2  . Oricon. 2021-06-09  [2021-08-10]. （原始内容存档于2021-06-09） （日语）.
24. 1 2  . Oricon: 3. 2021-06-09  [2021-08-10]. （原始内容存档于2021-06-09） （日语）.
25. 1 2  . Oricon.   [2023-09-09]. （原始内容存档于2023-09-09） （日语）.
26. 1 2  . Billboard JAPAN. 2021-06-09  [2021-08-10]. （原始内容存档于2021-06-09） （日语）.
27. 1 2  . Billboard JAPAN. 2021-06-09  [2021-08-10]. （原始内容存档于2021-12-16） （日语）.
28. 1 2  . Billboard JAPAN. 2021-06-09  [2021-08-10]. （原始内容存档于2021-06-28） （日语）.
29. 1 2  . HITO日亞排行榜.   [2022-04-28]. （原始内容存档于2022-04-22） （中文（臺灣））.
30. 1 2  . . 2021-04-13  [2021-05-02]. （原始内容存档于2021-05-10） （日语）.
31. ↑  . . 2021-06-03  [2021-05-02]. （原始内容存档于2021-06-09） （日语）.
32. ↑  . .   [2021-05-02]. （原始内容存档于2021-05-12） （日语）.
33. ↑  . Cinra. 2021-06-02  [2021-05-02]. （原始内容存档于2021-06-05） （日语）.
34. 1 2  . TOKYO.   [2022-01-02]. （原始内容存档于2022-01-21） （英语）.
35. 1 2 3  . barks. 2021-06-02  [2021-12-02]. （原始内容存档于2021-10-09） （日语）.
36. ↑  . . 2021-04-12  [2021-05-02]. （原始内容存档于2021-05-03） （日语）.
37. ↑  . . 2021-05-24  [2021-05-24]. （原始内容存档于2021-05-24） （日语）.
38. ↑  . . Pen Online. 2021-06-03  [2022-01-24]. （原始内容存档于2022-01-31） （日语）.
39. ↑  . Hikaru Utada於YouTube. 2021-06-02  [2023-09-09]. （原始内容存档于2023-09-09） （日语）.
40. ↑  . barks. 2021-05-15  [2021-12-02]. （原始内容存档于2021-05-14） （日语）.
41. ↑  . KKBOX. 2021-06-07  [2021-12-02]. （原始内容存档于2022-01-31） （中文（臺灣））.
42. ↑  . 喜愛日本 Like Japan於Facebook. 2021-06-10  [2021-12-02]. （原始内容存档于2022-01-31） （中文（香港））.
43. ↑  . . 2021-06-02  [2021-06-02]. （原始内容存档于2021-06-03） （日语）.
44. ↑  . PR Times. 2021-06-02  [2021-06-02]. （原始内容存档于2021-06-03） （日语）.
45. ↑  . FASION PRESS. 2021-09-27  [2021-09-27]. （原始内容存档于2022-01-08） （日语）.
46. ↑  . . Real Sound. 2022-01-20  [2022-01-23]. （原始内容存档于2022-01-20） （日语）.

## 外部連結
- 「宇多田光『PINK BLOOD』EXHIBITION」特設頁面（页面存档备份，存于）（日語）
- 「HIKARU UTADA EXHIBITION 2021 in Sony Store」特設頁面 （页面存档备份，存于）（日語）